# Boks na Igrzyskach Azji Południowej 1987
Boks na Igrzyskach Azji Południowej 1987 − zawody bokserskie, które odbyły się w listopadzie podczas 3. edycji igrzysk Azji Południowej w indyjskim mieście Kolkata. 
Zawodnicy rywalizowali w dwunastu kategoriach wagowych, a w każdej kategorii czterech zawodników stawało na podium.

## Medaliści
| Kategoria wagowa                  | Złoto                 | Srebro                 | Brąz                                     |
| Waga papierowa (- 48 kg.)         | Manoj Pingale         | Pushkardhoj Shahi      | M.D. Rezauddin T.D.N.S. Kumar            |
| Waga musza (- 51 kg.)             | Sahuraj Birajdor      | Rambahadur Giri        | Saadat Qazi E.A.P. Soysa                 |
| Waga kogucia (- 54 kg.)           | D.Dhanisanjayan       | P.L.J. Ratnesuriya     | S.Monaj Bahadur Dorjicheiki              |
| Waga piórkowa (- 57 kg.)          | Arshad Hussain        | Dukpa Tenzie           | John Williams K.Jagatah Prasanna         |
| Waga lekka (- 60 kg.)             | Dal Bahadur Ranamagar | Mohamed Abdul Hakim    | D.P. Bhatt Tenzing Domang                |
| Waga lekkopółśrednia (- 63,5 kg.) | Seera Jayaram         | Mohamed Ismail Hussain | Daroji Rinzin P.R. Ubeywickarama         |
| Waga półśrednia (- 67 kg.)        | Devi Chand            | Mohamed Sardar Kanchin | Raj Gohdan B.K. Shambhu                  |
| Waga lekkośrednia (- 71 kg.)      | Gopal Dewang          | Chitra Bahadur Gurung  | Syed Abrar Hussain Shah Tshering Dhandup |
| Waga średnia (- 75 kg.)           | Syed Hussain Shah     | Manjit Pal Singh       | Mondal Ibrahim Lal Bahadur               |
| Waga półciężka (- 81 kg.)         | Ashok Kumar           | Kausar Abbas           | Musharaf Hussain Shushillpokharel        |
| Waga ciężka (- 91 kg.)            | Mukhtar Singh         | Jahangir Hussain       | Kumar Thapa                              |
| Waga super-ciężka (+ 91 kg.)      | Jaipal Singh          | Bijaya Dauja           | Ali Syed Anayat                          |

## Tabela medalowa
| Pozycja | Państwo    |   |   |   | Łącznie |
| ------- | ---------- | - | - | - | ------- |
| 1       | Indie      | 9 | 1 | 2 | 12      |
| 2       | Pakistan   | 2 | 1 | 1 | 4       |
| 3       | Nepal      | 1 | 4 | 5 | 10      |
| 4       | Bangladesz | 0 | 4 | 5 | 7       |
| 5       | Bhutan     | 0 | 1 | 5 | 6       |
| 6       | Bhutan     | 0 | 1 | 4 | 6       |